# Morata de Jiloca
Morata de Jiloca ist ein nordspanischer Ort und eine Gemeinde (municipio) mit 235 Einwohnern (Stand: 2024) im Westen der Provinz Saragossa und der Autonomen Region Aragonien. Der Ort gehört zur bevölkerungsarmen Serranía Celtibérica.

## Lage und Klima
Morata de Jiloca liegt etwa 85 Kilometer (Luftlinie) südwestlich von Saragossa in einer Höhe von 770 m am Río Jiloca. Das Klima ist gemäßigt bis warm; der eher spärliche Regen (ca. 448 mm/Jahr) fällt mit Ausnahme der eher trockenen Sommermonate übers Jahr verteilt.

## Bevölkerungsentwicklung
| Jahr      | 1970 | 1981 | 1991 | 2001 | 2011 | 2021 |
| Einwohner | 637  | 460  | 373  | 325  | 286  | 260  |

Die Mechanisierung der Landwirtschaft, die Aufgabe bäuerlicher Kleinbetriebe und der damit verbundene Verlust von Arbeitsplätzen führten seit der Mitte des 20. Jahrhunderts zu einem deutlichen Rückgang der Bevölkerung (Landflucht).

## Sehenswürdigkeiten
- Martinskirche (Iglesia de San Martin) aus dem 15. Jahrhundert
- Kapelle von Vera Cruz
- Kapelle der Jungfrau von Alcarraz
- Reste der Burg aus dem 14. Jahrhundert
- Renaissance-Palast im Mudéjar-aragonesischen Stil aus dem 15./16. Jahrhundert

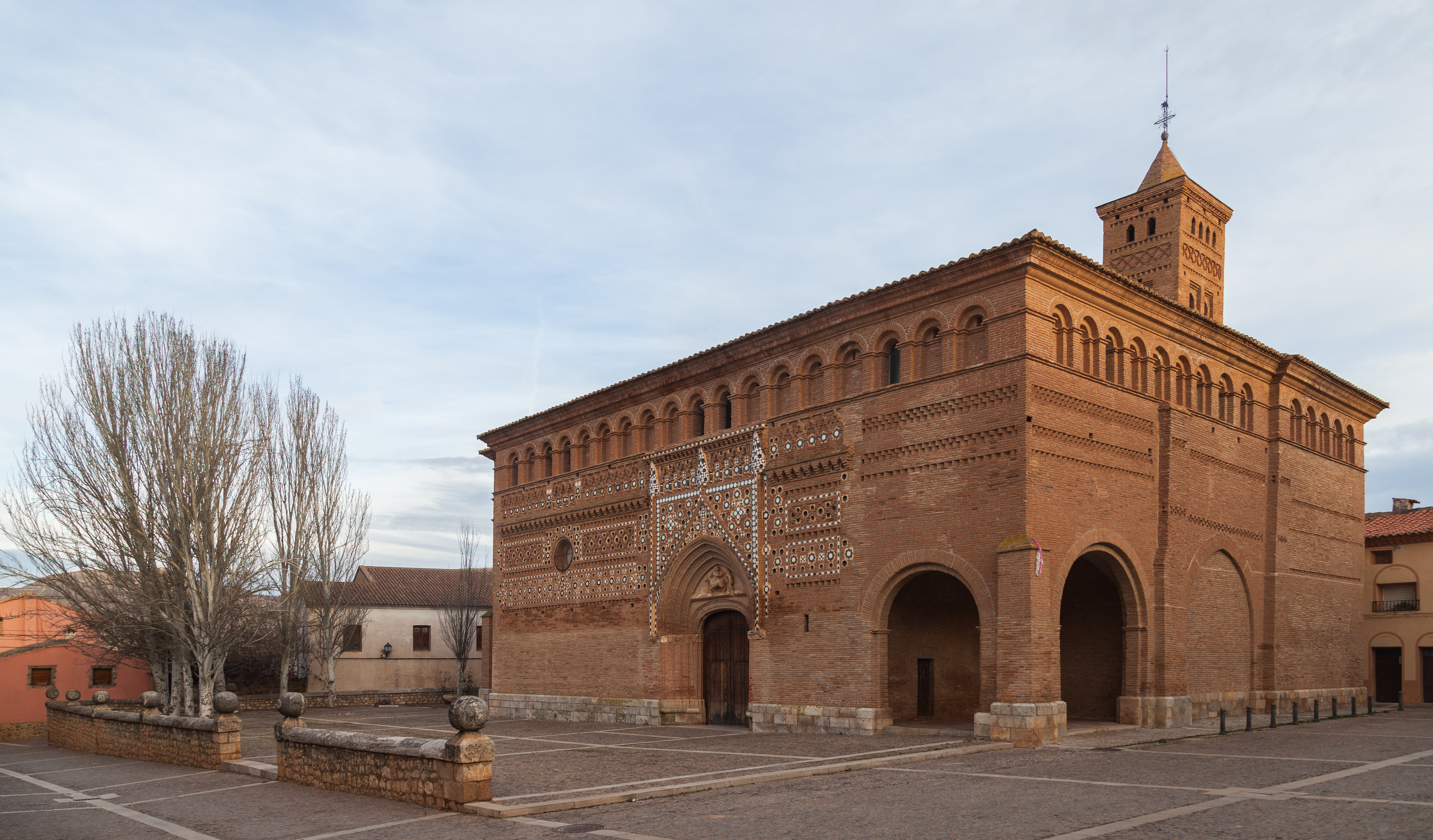
Martinskirche
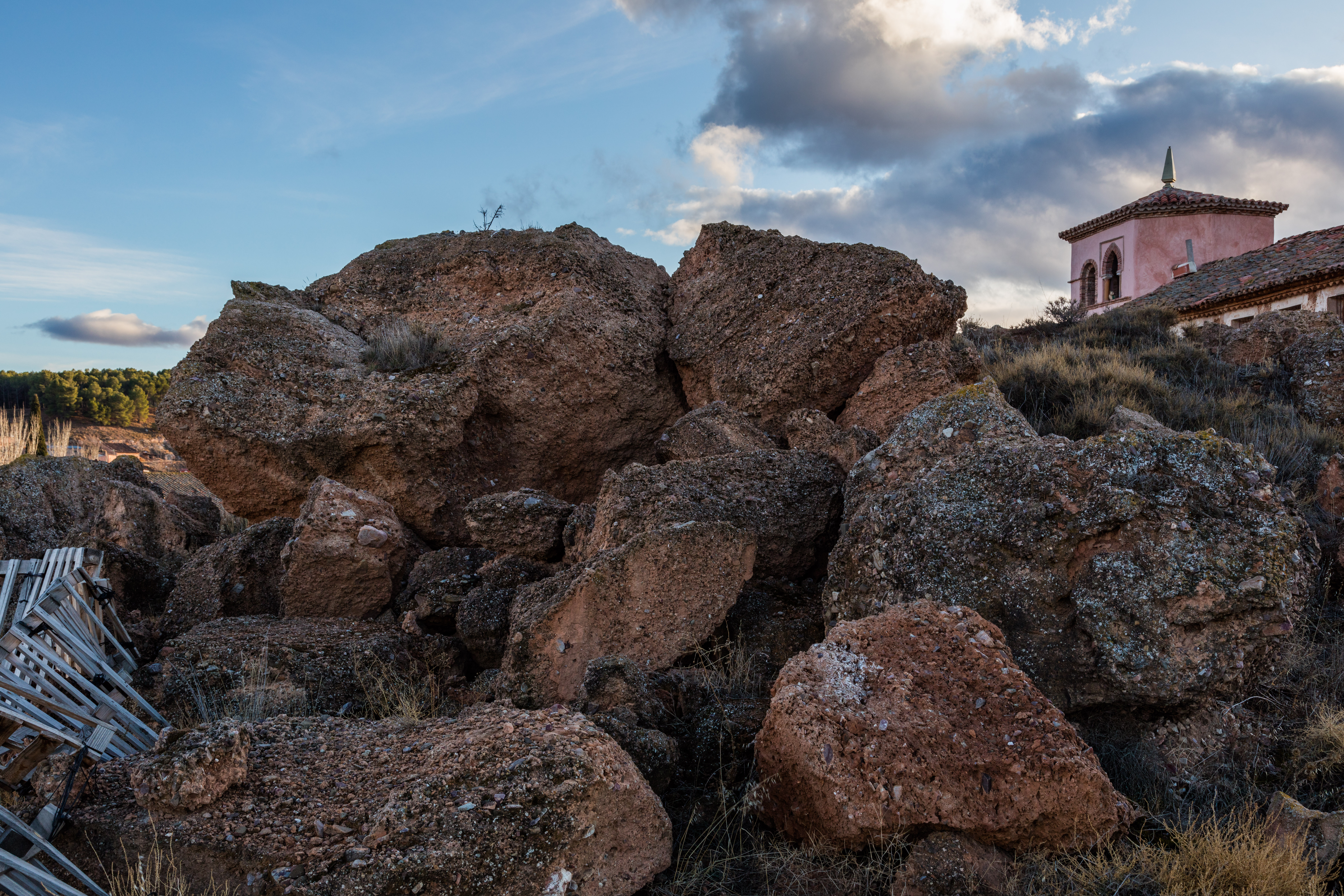
Burgruine